# 白石唯果
白石 唯果（しらいし ゆいか）は、日本の音響効果技師。ラプソディ所属。以前はenaに所属していた。

## 作品

### テレビアニメ
- 新世界より（2012年） - 音響助手
- 超訳百人一首 うた恋い。（2012年）
- ゆるめいつ 3でぃ（2012年）
- ゆるめいつ 3でぃ PLUS（2012年）
- リコーダーとランドセル ミ☆（2013年）
- 義風堂々!! 兼続と慶次（2013年） - 効果助手
- ノラガミ（2014年）
- 月刊少女野崎くん（2014年）
- ノラガミ ARAGOTO（2015年）
- 剣王朝（2018年）
- 多田くんは恋をしない（2018年）
- はるかなレシーブ（2018年）
- 3D彼女 リアルガール（2018年〜2019年）
- 軒轅剣 蒼き曜（2018年）
- 五等分の花嫁（2019年）
- ダンベル何キロ持てる?（2019年）
- 放課後さいころ倶楽部（2019年）
- イエスタデイをうたって（2020年）
- 魔王城でおやすみ（2020年）
- 咲う アルスノトリア すんっ!（2022年）
- ダンジョンの中のひと（2024年）
- クラシック☆スターズ（2025年）
- 白豚貴族ですが前世の記憶が生えたのでひよこな弟育てます（2025年）
- 転生したら第七王子だったので、気ままに魔術を極めます 第2期（2025年）

### オリジナルアニメ
- 戦場のヴァルキュリア3 誰がための銃瘡（2011年） - フォーリー
- るろうに剣心 -明治剣客浪漫譚- 新京都編（2012年）
- ネコぱらOVA 仔ネコの日の約束（2018年）

### Webアニメ
- 中古ビデオ屋の女店員X（2016年）